# Pandan połaciowy
Pandan połaciowy, pochutnik pachnący (Pandanus tectorius) – gatunek roślin z rodziny pandanowatych (Pandanaceae). Pochodzenie: wybrzeża morskie Oceanu Indyjskiego i Spokojnego. Strefy mrozoodporności: 10-11. Rośnie na stanowiskach podmokłych i bagiennych.

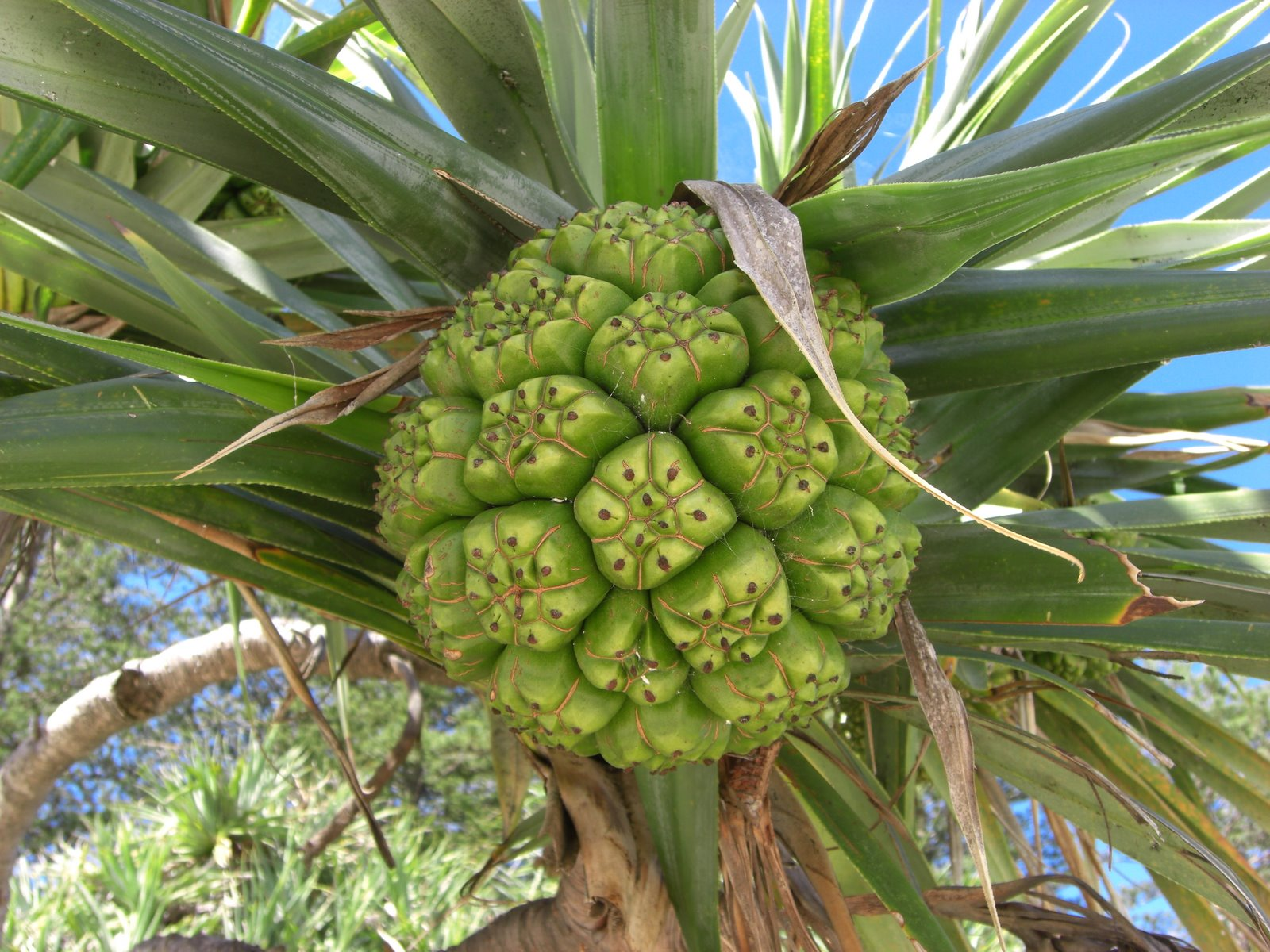
Owoc

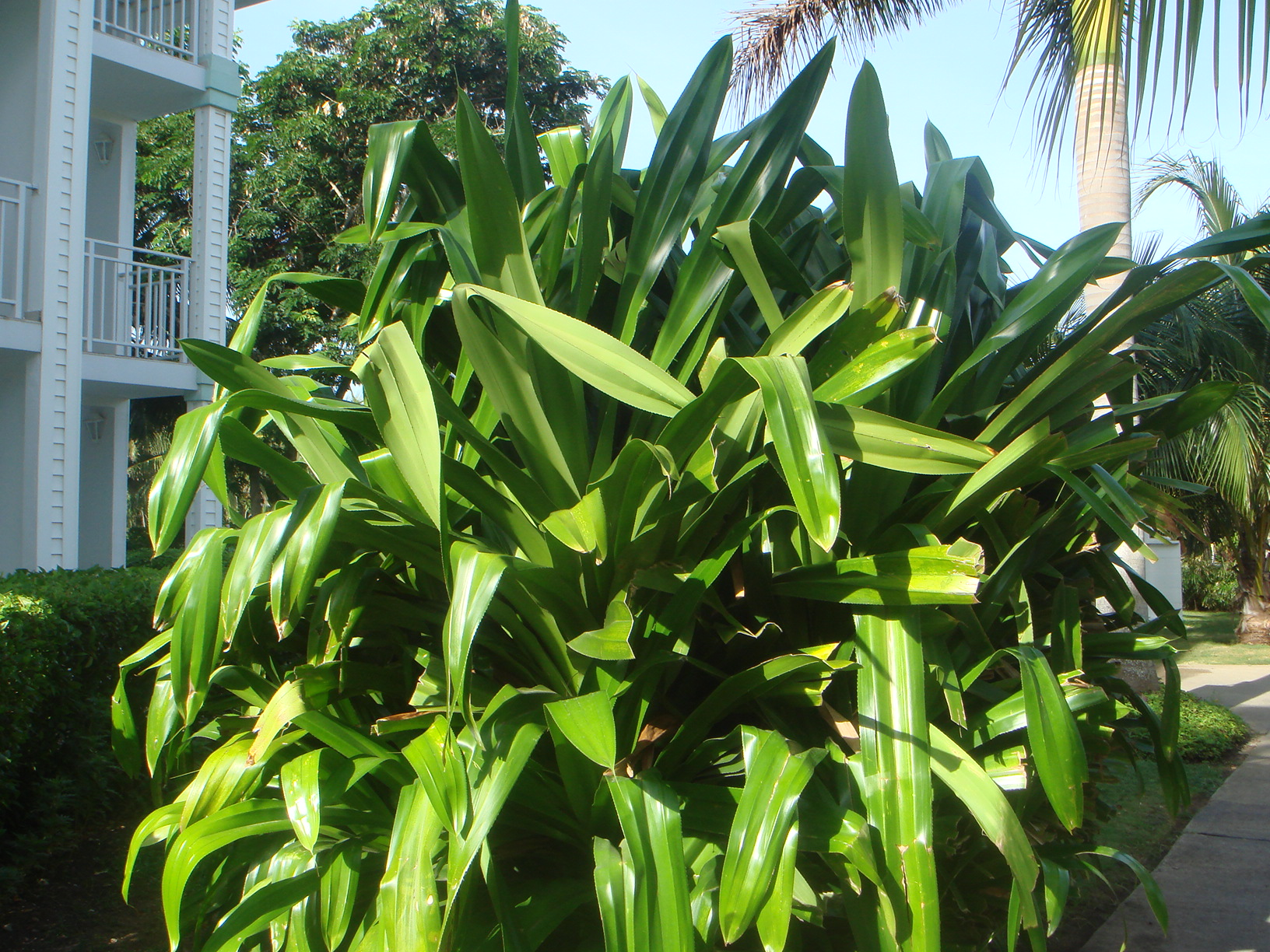
Pandanus tectorius 'Veitchii' – odmiana ozdobna o prążkowanych liściach

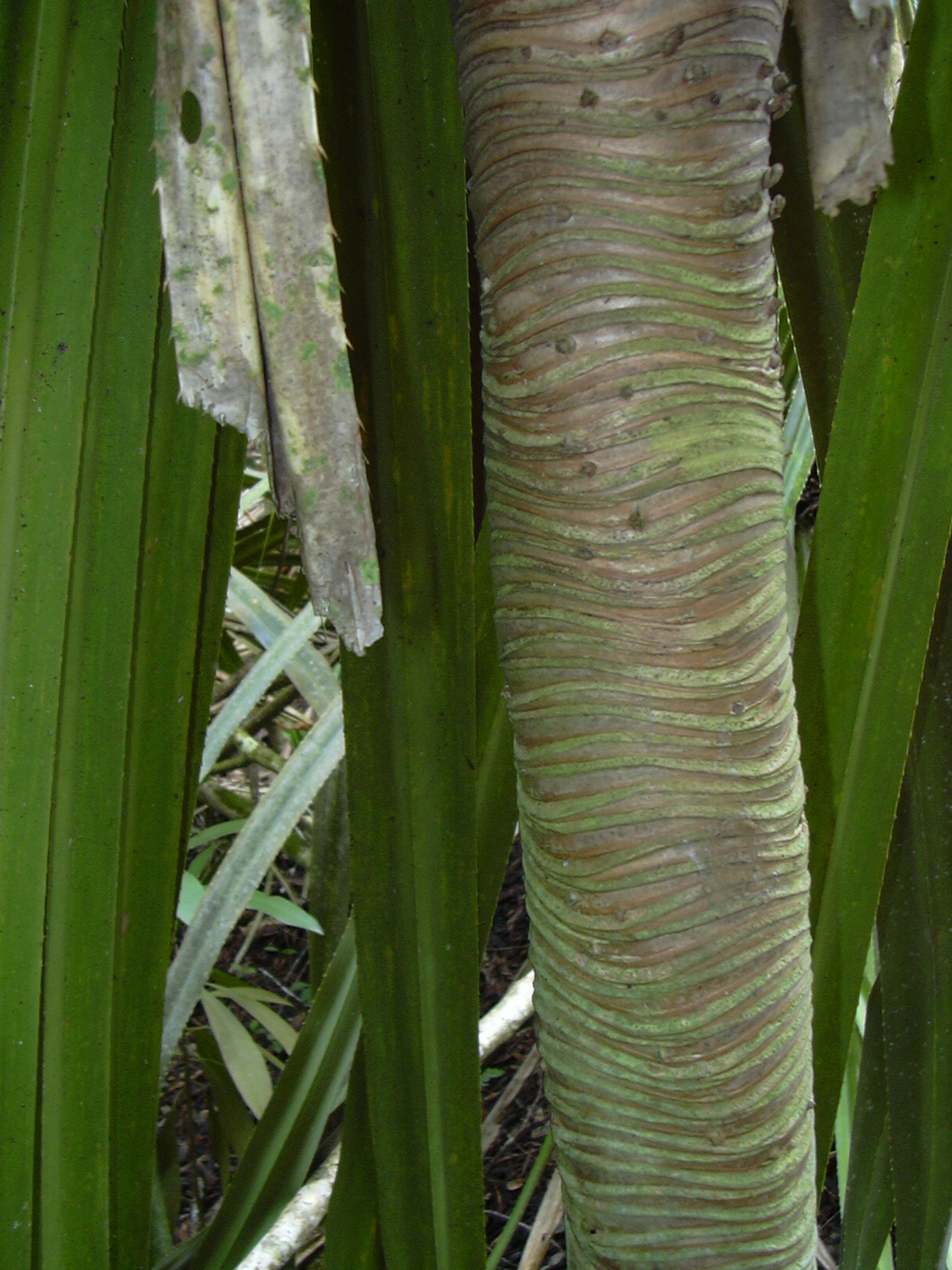
Blizny liściowe

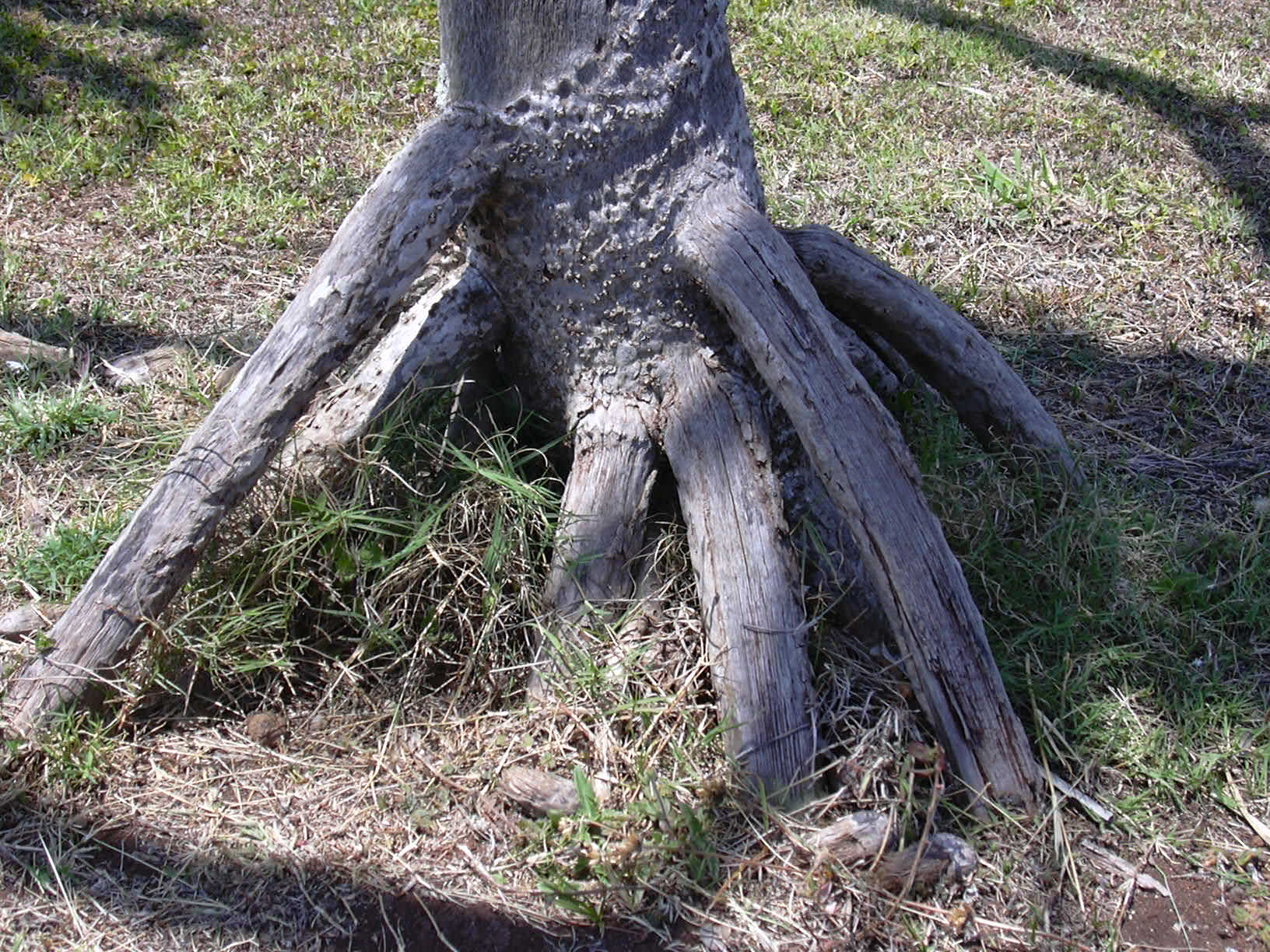
Korzenie przybyszowe

## Morfologia
PokrójNiewielkie, wiecznie zielone, widlasto rozgałęzione drzewo, osiągające wysokość do 10 m. Liczne i grube korzenie przybyszowe. Pień jasnoszary, pokryty pierścieniami blizn poliściowych.
LiścieDługie (80 do 180 cm, rzadko do 3 m, mieczowate, bardzo twarde, ułożone na końcach pędów w śrubowato skręconych rzędach, z kolcami na brzegach i na spodzie nerwu głównego.
KwiatyKwiaty męskie i żeńskie wyrastają na różnych roślinach, kwiatostany męskie o długości do 60 cm, z jasnymi podsadkami z białymi kłosami, mocno pachnące; żeńskie kuliste około 5 cm średnicy, osłonięte listkami okrywowymi.
OwoceOkrągławe, przypominające ananasy, drewniejące synkarpium, o średnicy do 25 cm, dojrzałe w kolorze pomarańczowym, złożone z kilkudziesięciu grup owoców, każda grupa zawiera 5-11 pojedynczych pestkowców.

## Zastosowanie
- Uprawiany ze względu na owoce, na wyspach Polinezji stanowił główne źródło pożywienia[6]. Istnieje wiele odmian uprawnych.
- Liście wykorzystywane do pokrywania domostw, stąd nazwa łacińska, do wyplatania mat, kapeluszy, w przeszłości również odzieży, żagli itd.[5]

## Uprawa
W uprawie roślina rozmnażana tylko wegetatywnie, gdyż rozmnożona z nasion wraca do dzikich form drobnoowocowych.